# Rakovec (Bogovinye)
Rakovec (macedónul: Раковец, albánul Rakoveci) település Észak-Macedóniában, a Pologi körzet Bogovinyei járásában.

## Népesség
| Lakosok száma | 600  | 644  | 674  | 880  | 894  |      | 828  | 811  | 577  |
|               | 1948 | 1953 | 1961 | 1971 | 1981 | 1991 | 1994 | 2002 | 2021 |

2002-ben 811 lakosa volt, akik közül 807 albán és 4 egyéb.